# Mohammad Khan Junejo
Mohammad Khan Junejo, urdu محمد خان جونیجو (ur. 18 sierpnia 1932 w Kipro, w prowincji Sindh, zm. 16 marca 1993) – premier Pakistanu od 24 marca 1985 do 29 maja 1988.
Urodził się w rodzinie obszarników. Ukończył studia rolnicze na Uniwersytecie Cambridge w Wielkiej Brytanii. Działał w Lidze Muzułmańskiej w prowincji Sanghar. W latach 1963–1964 był kolejno: ministrem służby zdrowia, kolei, pracy i spółdzielczości, w regionalnym rządzie Pakistanu Zachodniego. W okresie rządów Zulfikara Alego Bhutty nie sprawował funkcji publicznych, po dojściu do władzy gen. Mohammeda Zia ul-Haqa został ministrem komunikacji. Po utworzeniu rządów cywilnych został zaprzysiężony jako premier rządu i równocześnie ministra obrony.